# Nassella
Genre
Classification phylogénétique
Nassella est un genre de plante de la famille des Poaceae.

## Liste d'espèces
- Nassella cernua (Stebbins & R.M.Love) Barkworth
- Nassella chilensis (Trin.) E.Desv.
- Nassella formicarum (Delile) Barkworth
- Nassella lepida (A.S. Hitchc.) Barkworth
- Nassella leucotricha (Trin. & Rupr.) Pohl
- Nassella neesiana (Trin. & Rupr.) Barkworth
- Nassella pulchra (A.S.Hitchc.) Barkworth
- Nassella tenuissima (Trin.) Barkworth  (syn. Stipa tenuifolia)
- Nassella trichotoma Hackel ex Arech.
- Nassella viridula (Trin.) Barkworth